# Хопфен, Франц фон
Барон Франц фон Хопфен (нем. Franz von Hopfen; 1825—1901) — австрийский банкир, землевладелец и государственный деятель.

## Биография
Франц фон Хопфен родился 3 мая 1825 года в столице Австрии городе Вене; происходил из семьи моравских помещиков.
Как член австрийской палаты депутатов, он принадлежал к либеральной немецкой партии. Состоял президентом палаты c 1870 по 1873 год.
Его участие в разных неудачных финансовых предприятиях в связи с биржевым крахом погубило его репутацию, и он в 1874 году не прошел на выборах. После этого фон Хопфен практически самоустранился из политической и финансовой жизни страны.
Кавалер ордена Железной короны.
Барон Франц фон Хопфен умер 18 марта 1901 года в городе Бадене.